# LeathaFace: The Legends Underground (Part I)
LeathaFace: The Legends Underground (Part 1) è un album underground del rapper Krayzie Bone, pubblicato il 18 aprile 2003 sotto le case discografiche U-neek Entertainment e Bone Thug Records Inc..

## Tracce
1. Birth Of A Thug Nation (Introduction)
2. 12 Gauge (feat. Wish Bone)
3. Artillery Shop
4. Wanna Be Us (feat. Bruce Hathcock)
5. Game Tight
6. Murda Mo (F**k 'Em Y'all)
7. The Set Up (feat. Keef-G)
8. What Would You Do
9. Let It Go (feat. Wish Bone)
10. How We Roll
11. Smoke Wit Me
12. Shut 'em Down (feat. Bruce Hathcock)